# Reverend Beat-Man
Beat Zeller, né en 1967, plus connu sous le nom de Beat-Man ou Reverend Beat-Man, est un musicien et DJ Suisse. 
Il joue principalement en one-man band mais aussi avec d'autres groupes. Il est le leader du groupe de psychobilly The Monsters, au style revendiqué rock and roll primitif et gospel blues trash. Beat-Man est également fondateur et patron de Voodoo Rhythm Records, label indépendant de musique basé à Berne en Suisse.

## Biographie
À l'origine, Zeller voulait être dessinateur de comics. Mais en 1981, après avoir vu un concert de Motörhead et Iron Maiden à la télévision dans l’émission Musikladen, il décide de devenir musicien. Sans aucune formation, sans talent (sic) et armé de la guitare offerte par son père il monte un groupe de Punk-Rock.
Il fait ses premiers enregistrements dès l'âge de treize ans sous le nom de Taeb Zerfall et sur son propre label, Zerfall Tapes. En 1984, il change de nom de scène pour Lightning Beat-Man qui proviendrait « d'un mélange entre Elvis Presley et Einstürzende Neubauten ». Il présente ensuite un Wrestling one man show (« L'idée était de se battre sur scène contre moi-même… parfois contre ma guitare… et toujours gagner ! »). En 1999, souffrant sévèrement du dos et ayant perdu sa voix pendant un an à force de crier dans son micro et sur le public, il décide de stopper ce spectacle. Les médecins lui prédisant une mort rapide dans le cas contraire. Avant cela il fut aussi roadie[Quoi ?] pour un autre groupe dont il faisait les premières parties, Two-man-show et lutteur de cirque.
En 1986, à Berne, il forme son groupe, The Monsters dont le son puissant est un mélange entre années 1960 garage punk, wild teenage trash rockabilly et rock'n'roll primitif. En 1999 il commence à jouer sous le nom de Reverend Beat-Man, pseudo qui lui sera inspiré d'une vision qu'il aurait eue et serait un mélange de Robert Johnson, Marilyn Monroe, Tura Satana, Bettie Page, Iggy Pop et Elvis. Son jeu à la guitare et à la batterie évoque « une rivière de son tout à fait unique afin d'offrir à mes auditeurs un sacrement religieux de rock'n'roll primitif, de gospel trash, de folk surréaliste et de blues sauvage ! ». Il est parfois accompagné sur scène d'une danseuse connue sous le nom de Panti-Christ. Selon Zeller ses plus grandes influences se trouvent chez Howlin' Wolf et Hasil Adkins.
Il travaille également en tant que DJ, mixant la plupart du temps du R&B black, du blues, du garage, du rockabilly et… du jazz… « ce genre de conneries de ma collection de disques ». Enfin il est batteur des Die Zorros, groupe produit par Voodoo Rhythm Records.
Ses albums les plus notoirement connus sont Get on Your Knees, Your Favorite Position Is on Your Knees et Surreal Folk Blues Gospel Trash Vols. 1 & 2. Il a également publié un certain nombre de singles, la plupart du temps sous le label Squooge Records basé à Berlin,. Depuis 1987 il a sorti plus de 50 disques.
Il a également joué au Festival de Jazz de Montreux et a fait des tournées à travers toute l'Europe, au Royaume-Uni, aux États-Unis, en Argentine, au Japon et ailleurs, assurant à certains moments plus de 300 concerts par an. Aujourd'hui père de deux enfants, il ne joue plus que les week-ends.
Dans les années 1980-1990 il travaille pour un label et magasin de disques, Record Junkie, qui lui permet d'apprendre les rouages et le fonctionnement d'un label de musique. En 1992 il fonde Voodoo Rhythm Records, label qui continue de fonctionner encore aujourd'hui. Sa notoriété, Zeller la doit aussi pour beaucoup au travail qu’il accomplit avec son label en se distinguant comme promoteur courageux d’artistes musicaux novateurs de la scène expérimentale. Il a pour cela été récompensé en 2007 par le canton de Berne en Suisse. Le studio, décrit comme « un havre de paix pour les misfits », produit des artistes indépendants comme Delaney Davidson, The Dead Brothers, King Khan and the Shrines, Hipbone Slim & The Knee Tremblers, The Pussywarmers et Jerry J. Nixon.

## Discographie[9]

### Albums
- 2018 : Blues Trash
- 2014 : Poems from the Graveyard
- 2014 : Tale Tailors #1 : Broken Words With Rhythm And Poetry
- 2007 : Surreal Folk Blues Gospel Trash Vol 2
- 2007 : Surreal Folk Blues Gospel Trash Vol 1
- 2006 : Your Favorite Position Is On Your Knees (feat. The Church Of Herpes)
- 2001 : Get On Your Knees (feat. The Un-Believers)
- 1994 : Wrestling Rock'n'Roll
- 1993 : The One Man Band 1986-1993

### Singles & EPs
- 2016 : Gospel Parade (feat. Sean Wheeler & Zander Schloss)
- 2015 : Squoodge Collectors Club 11 (feat. Trixie Trainwreck)
- 2014 : Jesus Christ Twist / Howlin' Wind (feat., The Goddamn Gallows)
- 2014 : Alligator Wine (feat. Fifty Foot Combo)
- 2013 : Louise
- 2012 : It's A Beat-Man's World
- 2011 : Militürk
- 2010 : I Don't Need No Cocaine I Just Need My Hot Rod
- 2010 : City Of No Angels 2012
- 2008 : Record Nerd
- 2007 : Blue Moon Of Kentucky - Strongest Man Alive
- 2007 : Strongest Man Alive
- 2007 : Blue Moon Of Kentucky
- 2007 : Baby Obsession
- 2005 : …Plays Songs The Beat - Man Way
- 2000 : Apartment Wrestling
- 1999 : Lightning Beat Man
- 1999 : Tonight
- 1997 : Elvis (feat. The Space Beatniks)
- 1996 : Beam Me Up Jesus…
- 1996 : Beat Time
- 1996 : Wrestling's Greatest Monthly Tournament
- 1996 : The Worst Record Of All Time (feat. Tab Hunter)
- 1996 : I Know What's Going On In This World / Strip 9 (feat. Two Bo's Maniacs)
- 1995 : Born Bad / Knock Knock (feat. The In-Sekt)